# Младший бакалавр
Младший бакалавр — образовательно-квалификационный уровень на Украине высшего образования лица, которое на основе полного общего среднего образования получило неполное высшее образование, специальные умения и знания, достаточные для осуществления производственных функций определённого уровня профессиональной деятельности, которые предусмотрены для первичных должностей в определённом виде экономической деятельности. Лицам, завершившим обучение в аккредитованном высшем профессиональном училище, центре профессионально-технического образования, может присваиваться образовательно-квалификационный уровень младшего бакалавра по соответствующему направлению (специальности), из которого также осуществляется подготовка рабочих высокого уровня квалификации.
Нормативный срок обучения по образовательно-профессиональной программе подготовки устанавливается в соответствии с определённым уровнем профессиональной деятельности. Нормативный срок обучения не может превышать на базе полного общего среднего образования трёх лет, а базового общего среднего образования — четырёх лет. Нормативный срок обучения для лиц, имеющих полное среднее образование и образовательно-квалификационный уровень «квалифицированный работник» за родственной профессией, уменьшается на один год. Лица, которые имеют базовое общее среднее образование, могут одновременно обучаться по образовательно-профессиональной программе подготовки младшего бакалавра и получать полное среднее образование.
Согласно Закону Украины «О внесении изменений в некоторые законы Украины относительно государственной итоговой аттестации и вступительной кампании 2024 года» от 8 ноября 2023 г. набор поступающих на получение степени начального высшего образования – младшего бакалавра был отменен с 2024 года. Чиновники считали эту степень одной из самых противоречивых частей высшего образования в Украине.